# 芦芝站
芦芝站是鹰厦线上的一个铁路车站，位于福建省漳平市芦芝乡，车站作为会让站建于1992年，以增加鹰厦线的运输能力。目前为五等站，邮政编码为364400。目前不办理客、货运营业。